# زمین‌لرزه ۱۹۲۹ مرچیسن
زمین‌لرزه مرچیسن  در تاریخ ۱۶ ژوئن ۱۹۲۹ میلادی، برابر با ‎۲۶ خرداد ۱۳۰۸، ساعت ۲۲:۴۷:۳۲ به زمان یوتی‌سی در نیوزیلند ، منطقه مرچیسن رخ داد. ژرفای این زلزله ۳۵ کیلومتر بود. بزرگی آن ۷٫۵ در مقیاس Mw اعلام شده‌است. زمین‌لرزه به وقت محلی در روز دوشنبه، ساعت ۱۰ روی داده و منطقه زمانی آن یوتی‌سی +۱۲ بوده‌است (با لحاظ تغییر ساعت تابستانی).
سازمان زمین‌شناسی آمریکا نیز جای این زمین‌لرزه را در مختصات ۴۱°۴۵′جنوبی ۱۷۲°۱۵′شرقی / ۴۱٫۷۵°جنوبی ۱۷۲٫۲۵°شرقی و بزرگی آنرا برابر با ۷٫۶ در مقیاس ریشتر اعلام کرده‌است.
سونامی نیز در این زلزله گزارش شده‌است.